# Амбарчик
Амба́рчик — бухта Східносибірського моря у гирлі річки Колими в Якутії. У бухті знаходиться порт Амбарчик, у якому провадиться перевалка вантажів з морських суден на річкові. Відкрита на північ, вдається до материка на 3 км. Ширина біля входу 7 км. Глибина до 4 м.
На березі бухти тундрова рослинність. Берег переважно низовинний, місцями стрімчастий. На схід затоки розташована затока Ведмежа, на захід від бухти Трояна (Чачача). У мису Стовпової з'єднується з гирлом Колими (протока Кам'яна Колима).
Покрита льодом більшу частину року — з жовтня до липня. 
У східній частині бухти розташоване селище Амбарчик.
Адміністративно бухта входить до Республіки Саха, Росія. Недалеко від бухти проходить кордон між Якутією та Чукотським автономним округом.